# Золотая малина (премия, 2007)
27-я церемония вручения наград премии «Золотая малина» за сомнительные заслуги в области кинематографа за 2006 год. Лауреаты были объявлены 24 февраля 2007 года в Лос-Анджелесе.

## Лауреаты и номинанты
| Лауреаты — выделены отдельным цветом. |

| Категория                                  | Фотографии лауреатов                                                                                        | Лауреаты и номинанты                                              |
| ------------------------------------------ | --- | ----------------------------------------------------------------- |
| Худший фильм                               | | • «Основной инстинкт 2»                                           |
| Худший фильм                               | • «Бладрейн»                                                                                                |                                                                   |
| Худший фильм                               | • «Шалун»                                                                                                   |                                                                   |
| Худший фильм                               | • «Плетёный человек»                                                                                        |                                                                   |
| Худший фильм                               | • «Девушка из воды»                                                                                         |                                                                   |
| Худшая мужская роль                        | | • Марлон Уэйанс и Шон Уэйанс — «Шалун»                            |
| Худшая мужская роль                        | • Тим Аллен — «Санта Клаус 3», «Капитан Зум: Академия супергероев» и «Лохматый папа»                        |                                                                   |
| Худшая мужская роль                        | • Ларри Кейбл Гай — «Санинспектор»                                                                          |                                                                   |
| Худшая мужская роль                        | • Николас Кейдж — «Плетёный человек»                                                                        |                                                                   |
| Худшая мужская роль                        | • Роб Шнайдер — «Запасные игроки» и «Шалун»                                                                 |                                                                   |
| Худшая женская роль                        | | • Шэрон Стоун — «Основной инстинкт 2»                             |
| Худшая женская роль                        | • Хилари Дафф и Хейли Дафф — «Реальные девчонки»                                                            |                                                                   |
| Худшая женская роль                        | • Кристанна Локен — «Бладрейн»                                                                              |                                                                   |
| Худшая женская роль                        | • Линдси Лохан — «Поцелуй на удачу»                                                                         |                                                                   |
| Худшая женская роль                        | • Джессика Симпсон — «Свидание моей мечты»                                                                  |                                                                   |
| Худшая мужская роль второго плана          | | • М. Найт Шьямалан — «Девушка из воды»                            |
| Худшая мужская роль второго плана          | • Дэнни Де Вито — «Добро пожаловать, или Соседям вход воспрещён»                                            |                                                                   |
| Худшая мужская роль второго плана          | • Бен Кингсли — «Бладрейн»                                                                                  |                                                                   |
| Худшая мужская роль второго плана          | • Мартин Шорт — «Санта Клаус 3»                                                                             |                                                                   |
| Худшая мужская роль второго плана          | • Дэвид Тьюлис — «Основной инстинкт 2» и «Омен»                                                             |                                                                   |
| Худшая женская роль второго плана          | | • Кармен Электра — «Киносвидание» и «Очень страшное кино 4»       |
| Худшая женская роль второго плана          | • Кейт Босворт — «Возвращение Супермена»                                                                    |                                                                   |
| Худшая женская роль второго плана          | • Кристин Ченовет — «Добро пожаловать, или Соседям вход воспрещён», «Розовая пантера» и «Дурдом на колёсах» |                                                                   |
| Худшая женская роль второго плана          | • Дженни Маккарти — «Сдохни, Джон Такер!»                                                                   |                                                                   |
| Худшая женская роль второго плана          | • Мишель Родригес — «Бладрейн»                                                                              |                                                                   |
| Худший актёрский дуэт                      | | • Шон Уэйанс с Марлоном Уэйансом, или с Керри Вашингтон — «Шалун» |
| Худший актёрский дуэт                      | • Тим Аллен и Мартин Шорт — «Санта Клаус 3»                                                                 |                                                                   |
| Худший актёрский дуэт                      | • Николас Кейдж и его «медвежий костюм» — «Плетёный человек»                                                |                                                                   |
| Худший актёрский дуэт                      | • Хилари Дафф и Хейли Дафф — «Реальные девчонки»                                                            |                                                                   |
| Худший актёрский дуэт                      | • Шэрон Стоун и её «грудь» — «Основной инстинкт 2»                                                          |                                                                   |
| Худший приквел, сиквел, ремейк или плагиат | | • «Основной инстинкт 2»                                           |
| Худший приквел, сиквел, ремейк или плагиат | • «Дом большой мамочки 2»                                                                                   |                                                                   |
| Худший приквел, сиквел, ремейк или плагиат | • «Гарфилд 2»                                                                                               |                                                                   |
| Худший приквел, сиквел, ремейк или плагиат | • «Санта Клаус 3»                                                                                           |                                                                   |
| Худший приквел, сиквел, ремейк или плагиат | • «Техасская резня бензопилой: Начало»                                                                      |                                                                   |
| Худший режиссёр                            | | • М. Найт Шьямалан — «Девушка из воды»                            |
| Худший режиссёр                            | • Уве Болл — «Бладрейн»                                                                                     |                                                                   |
| Худший режиссёр                            | • Майкл Кейтон-Джонс — «Основной инстинкт 2»                                                                |                                                                   |
| Худший режиссёр                            | • Рон Ховард — «Код да Винчи»                                                                               |                                                                   |
| Худший режиссёр                            | • Кинен Айвори Уэйанс — «Шалун»                                                                             |                                                                   |
| Худший сценарий                            | | • Леона Бэриш и Генри Бин — «Основной инстинкт 2»                 |
| Худший сценарий                            | • Гуиневера Тёрнер — «Бладрейн»                                                                             |                                                                   |
| Худший сценарий                            | • М. Найт Шьямалан — «Девушка из воды»                                                                      |                                                                   |
| Худший сценарий                            | • Кинен Айвори Уэйанс, Марлон Уэйанс и Шон Уэйанс — «Шалун»                                                 |                                                                   |
| Худший сценарий                            | • Энтони Шаффер — «Плетёный человек»                                                                        |                                                                   |
| Худший фильм для семейного просмотра       | | • «Дурдом на колёсах»                                             |
| Худший фильм для семейного просмотра       | • «Добро пожаловать, или Соседям вход воспрещён»                                                            |                                                                   |
| Худший фильм для семейного просмотра       | • «Гарфилд 2»                                                                                               |                                                                   |
| Худший фильм для семейного просмотра       | • «Санта Клаус 3»                                                                                           |                                                                   |
| Худший фильм для семейного просмотра       | • «Лохматый папа»                                                                                           |                                                                   |